# Municipio de Pipestone
El municipio de Pipestone (en inglés: Pipestone Township) es un municipio ubicado en el condado de Berrien en el estado estadounidense de Míchigan. En el año 2010 tenía una población de 2312 habitantes y una densidad poblacional de 24,85 personas por km².

## Geografía
El municipio de Pipestone se encuentra ubicado en las coordenadas 42°1′22″N 86°17′28″O / 42.02278, -86.29111. Según la Oficina del Censo de los Estados Unidos, el municipio tiene una superficie total de 93.04 km², de la cual 91,96 km² corresponden a tierra firme y (1,16 %) 1,08 km² es agua.

## Demografía
Según el censo de 2010, había 2312 personas residiendo en el municipio de Pipestone. La densidad de población era de 24,85 hab./km². De los 2312 habitantes, el municipio de Pipestone estaba compuesto por el 90,01 % blancos, el 3,2 % eran afroamericanos, el 0,91 % eran amerindios, el 0,17 % eran asiáticos, el 4,07 % eran de otras razas y el 1,64 % eran de una mezcla de razas. Del total de la población el 7,87 % eran hispanos o latinos de cualquier raza.